# Corte Suprema de la India
La Corte suprema de la India (hindi: भारतीय उच्चतम नयायालय; inglés: Supreme Court of India), situada en la ciudad de Delhi, es el mayor órgano jurisdiccional de la India.

Emblema de la Corte Suprema de la India

## Funciones
Prevista por la Constitución, se trata al mismo tiempo de un Tribunal Federal, Tribunal Constitucional y Tribunal Supremo de apelación del país.

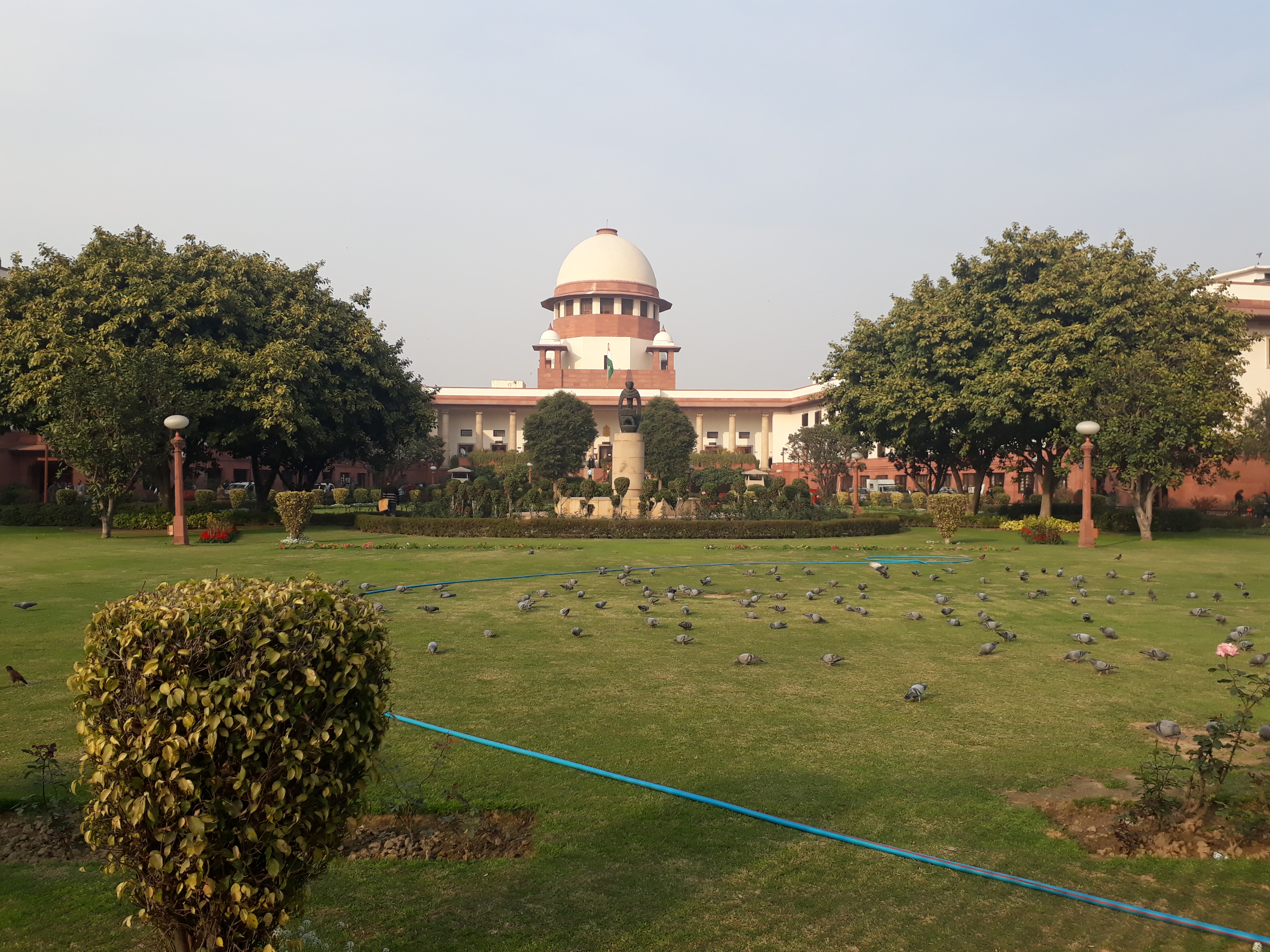
Corte suprema de la India

## Historia
La primera sesión se llevó a cabo el 28 de enero de 1950, y desde entonces se han llevado a cabo otras 24.000 decisiones.

## Composición
La Corte está compuesta de un jefe de justicia y 30 jueces auxiliares, todos ellos nombrados por el presidente, en consulta con la Corte misma. Los jueces permanecen en su cargo hasta la edad de 65 años.